# Roudbar
Roudbar este un oraș din Iran.